# Hannah Montana: Spotlight World Tour
Hannah Montana: Spotlight World Tour es un videojuego basado en el show de televisión, Hannah Montana. Fue lanzado el 6 de noviembre de 2007 en Estados Unidos.Incluye arenas de los tours de Hannah Montana como Tokio, Londres y París. Los jugadores pueden tomar el control de "Hannah" de sus movimientos usando el control remoto de Wii. Dicho videojuego está disponible en las consolas Wii y PlayStation 2. Incluye 16 canciones populares de Hannah Montana, 8 de la primera temporada y 8 de la segunda.

## Críticas
El videojuego recibió una calificación de 5,6 según la popular web de reseñas y noticias sobre videojuegos IGN y un 4.9 según sus lectores.

## Créditos
- Rich Reagan - Productor
- Jamie Titera - Animador
- Lindsey Dietlein - Coreógrafo
- Erin Wilson - Coreógrafo
- Emily Tyndall - Coreógrafo
- Casey Nelson - Director
- Gideon Emery - Voz
- Roger Craig Smith - Voz de Oliver
- Sandra Teles - Adolescente de London /Adolescente de Tokio/Adolescente de Cairo (voz)
- Emily Tyndall - Voz de Hannah/Miley
- Avalanche Software - Producción
- The Walt Disney Company - Distribuidor.

## Canciones

### Primera temporada
- Best Of Both Worlds
- Who Said
- Just Like You
- Pumpin' Up The Party
- If We Were A Movie
- I Got Nerve
- The Other Side Of Me
- This Is The Life

### Segunda temporada
- Nobody's Perfect
- Old Blue Jeans
- Life's What You Make It
- Bigger Than Us
- You & Me Together
- One In A Million
- Make Some Noise
- True Friend